# Casa de los Delfines
La Casa de los Delfines era una antigua casa privada en la isla griega de Delos. Sus ruinas forman parte del yacimiento arqueológico de Delos, declarado Patrimonio de la Humanidad por la Unesco. Más concretamente, el yacimiento forma parte del llamado Barrio del Teatro de Delos. El nombre del edificio empleado en el análisis es moderno.

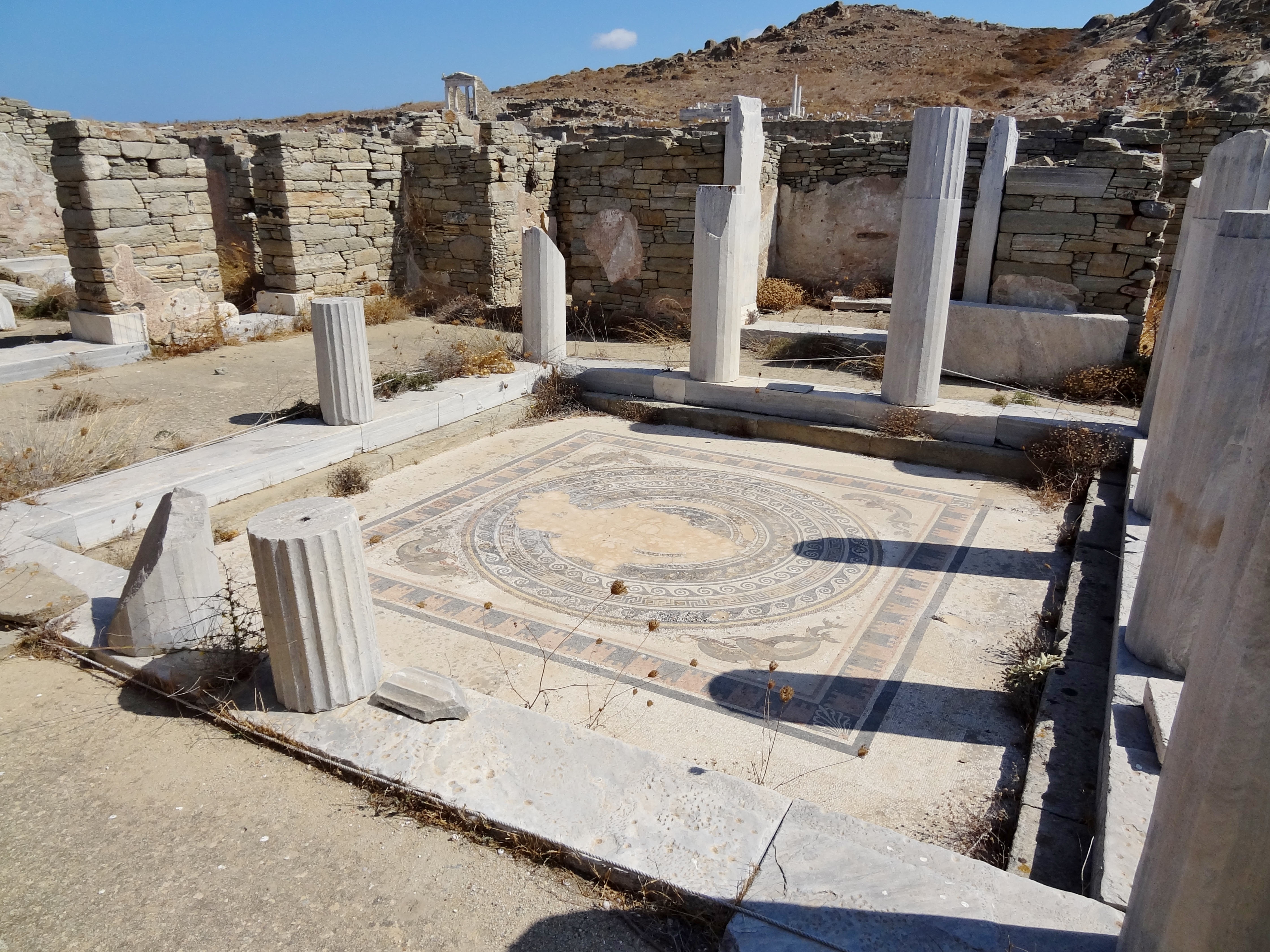
Las ruinas.

Se construyó en el período helenístico, en torno al 200-100 a. C. Se encuentra al este del Teatro de Delos, cerca de la llamada Casa de las Máscaras. La casa debe su nombre a su mosaico del suelo, en el que aparecen delfines. El mosaico se encuentra en el peristilo o impluvium con de 4 × 4 columnas dóricas del centro de la casa. En cada una de las cuatro esquinas del mosaico hay dos delfines montados por un Cupido. Uno de ellos lleva el emblema Hermes, el caduceo, el otro el tridente de Poseidón  y el tercero Dioniso con un tirso. El cuarto no está claro. El mosaico lleva la firma de su autor, Asclepíades de Arados, lo cual es poco frecuente.